# Teemu Lassila
Teemu Lassila (ur. 26 marca 1983 w Helsinkach) – fiński hokeista, reprezentant Finlandii, trener.
Jego ojciec Hannu Lassila (ur. 1954) także był hokeistą bramkarzem.

## Kariera zawodnicza
- TPS U-16 (1997-1999)
- TPS U-18 (1999-2000)
- TPS U-20 (2000-2001)
- TPS (2002-2005)
  -  Hermes (2003)
  -  Ässät (2004)
- Djurgårdens IF (2005-2007)
- HPK (2007-2011)
  -  LeKi (2008)
  -  Kiekko-Vantaa (2008)
- Mietałłurg Nowokuźnieck (2011-2012)
- Barys Astana (2012-2013)
- Awangard Omsk (2013)
- Växjö Lakers (2013-2014)
- TPS (2014-2016)
- Tappara (2016-2017)
  -  LeKi (2016/2017)
- HC 05 Banská Bystrica (2017-2018)
- Orli Znojmo (2018-2020)

Wychowanek klubu Salo HT. Od maja 2012 zawodnik kazachskiego klubu Barys Astana, związany dwuletnim kontraktem. Od maja 2013 zawodnik Awangardu Omsk, związany dwuletnim kontraktem. Po dziewięciu meczach sezonu KHL (2013/2014) został zwolniony. Od grudnia 2013 zawodnik szwedzkiego klubu Växjö Lakers. Z klubu odszedł w kwietniu 2014. Od maja 2014 do kwietnia 2016 ponownie zawodnik macierzystego TPS. Od czerwca 2016 zawodnik Tappara. Pod koniec września 2016 wypożyczony do klubu LeKi. Od czerwca 2017 zawodnik słowackiego klubu HC 05 Banská Bystrica. W październiku 2018 przeszedł do Orli Znojmo. W sierpniu 2020 ogłosił zakończenie kariery.
Uczestniczył w turnieju mistrzostw świata w 2011.

## Kariera trenerska
W sezonie 2020/2021 został trenerem bramkarzy w drużynach TPS U18 Akatemia oraz TPS U20.

## Sukcesy
Reprezentacyjne
- Złoty medal mistrzostw świata: 2011

Klubowe
- Srebrny medal mistrzostw Finlandii: 2004 z TPS, 2010 z HPK
- Złoty medal mistrzostw Finlandii: 2017 z Tappara
- Złoty medal mistrzostw Słowacji: 2018 z HC 05 Banská Bystrica

Indywidualne
- KHL (2011/2012): najlepszy bramkarz miesiąca – styczeń 2012